# Aristarchus (månkrater)
För andra betydelser, se Aristarchos.
Aristarchus är en stor nedslagskrater på månen belägen på Aristarchusplatån, på den nordvästra delen av månens framsida. Den är omgiven av nio satellitkratrar och av en mängd vulkaniska formationer. Kratern är ett av objekten med störst albedo på månen och går att urskilja med blotta ögat från jorden. På grund av kraterns läge, omgivning och geologiska uppbyggnad samt att ett flertal transienta månfenomen har iakttagits vid platsen, har kratern genom åren studerats noga och många astronomer anser kratern vara en möjlig plats för en framtida månbas.

## Namngivning
Kratern är uppkallad efter den grekiske matematikern, astronomen och filosofen Aristarchos (Aristarchus är den latinska formen som används i engelska) från Samos (omkring 310 f.Kr. – omkring 230 f.Kr.). Kratern tilldelades sitt namn av italienaren Giovanni Riccioli. I dennes arbete Almagestum novum, utgivet 1651, gav han kratrarna eponymer efter kända astronomer och filosofer. Trots att namnet var välanvänt, blev det inte officiell internationell standard förrän efter en omröstning i Internationella astronomiska unionens (IAU) generalförsamling år 1935. 

## Omgivning

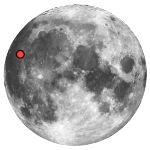
Den röda pricken visar kratern Aristarchus lokalisering på månen

Kratern ligger vid den sydöstliga randen av Aristarchusplatån. Platån har en diameter på cirka 200 km, och reser sig till en maximal höjd av 2 kilometer över marken på den sydöstra delen av platån. Platån är en högslätt belägen mitt i Stormarnas ocean, ett utsträckt område av månhav med ett antal formationer skapade av vulkaner, som till exempel riller. Aristarchuskratern ligger söder om ett system av riller som benämns Rimae Aristarchus.
Aristarchuskratern ligger öster om kratern Herodotus och formationen Vallis Schröteri. I nordost ligger kratern Prinz.

## Kännetecken
Då Aristarchus har en mycket hög albedo, och är omgiven av Stormarnas oceans mörkare material, är den en av de formationerna som enklast går att se från jorden. Vid fullmåne är kratern klar nog för att vara synlig för blotta ögat, och sedd genom kikare är den mycket tydlig.
Det klaraste objektet i kratern är den branta centrala toppen. Delar av kratergolvet tycks vara relativt jämnt, men fotografier från Lunar Orbiter avslöjar att ytan har många mindre backar, spridda fördjupningar och några mindre brott. Den inre kraterväggen faller i terrasser ned mot kratergolvet. Vid nedslaget som bildade kratern har material kastats ut och detta har spritts ut i klara strålar mot syd och sydöst, vilket antyder att Aristarchus mest sannolikt tillkom vid ett snett nedslag av ett objekt som kom in från nordöstlig riktning. Kratern bildades för omkring 450 miljoner år sedan vilket gör den till en av de yngsta större formationerna på månen. Då kratern är så pass ung har den ännu inte påverkats alltför mycket av solvinden vilket gör att dess albedo är så stor. Kraterns sammansättning innehåller material från både Aristarchusplatån och från månmaren.

## Fjärranalys
År 1911 använde den amerikanske fysikern Robert W. Wood ultraviolett fotografering för att ta bilder över kraterområdet. Han upptäckte att platån hade ett avvikande utseende i det ultravioletta ljuset och att ett område i norr tycktes ha en svavelfyndighet. Detta färgade område kallas ibland för "Wood's Spot", vilket används som ett alternativt namn för Aristarchusplatån.

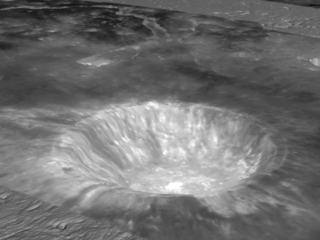
Bilder från Clementine av kratern Aristarchus och omgivning, placerad ovanpå en simulerad topografi

Spektra taget av kratern av Clementinesonden användes för att kartlägga mineralförekomster. Datan antydde att den centrala toppen består av anortosit, vilket är en långsamt avkyld form av vulkanisk bergart, som huvudsakligen består av plagioklas. Kratergolvet består av mineralen pyroxen, olivin och fältspat. Det material som slungats ut vid nedslaget är rikt på clinopyroxen. Den sydöstra kraterväggen, och en mindre del av den södra, är rik på olivin och vissa delar uppvisar förekomst av troctolit. Den norra kraterväggen visar upp basalt som innehåller olivin.
Aristarchus och den omgivande regionen ingick i en del av en studie av månen där rymdteleskopet Hubble användes för att leta efter förekomsten av det syrerika mineralen ilmenit. Man analyserade samtidigt landningsplatserna för Apollo 15 och Apollo 17 där geologin var känd. Dessa mätningar jämfördes sedan med de som gjordes vid Aristarchus. Hubbles avancerade kameror tog bilder av kratern i synligt och ultraviolett ljus. Undersökningen visar att kratern hade en särskilt rik koncentration av ilmenit, en järn-titanoxid (FeTiO3).

## Månbas
Kratern Aristarchus ligger på Aristarchusplatån, vilken länge har ansetts vara en möjlig plats för anläggning av en månbas. På platån, i närheten av kratern, finns en mängd formationer som är av intresse att studera för forskarna. Dessa inkluderar "Cobra Head" (Kobrahuvudet), vilket är en vulkanöppning; Vallis Schröteri, vilket är månens längsta rille; samt ett flertal lavagångar som tidigare bildats vid vulkanutbrott.
Att det finns ilmenit i kratern Aristarchus har lett till att den anses vara en av de intressantaste platserna för en månbas. Ilmenit tros kunna användas vid byggnationen av en bas på månen för att utvinna syre, väte (och vatten) för astronauterna, såväl som för bränsle, samt järn och titan för konstruktionen. Tanken är att på så sätt reducera kostnaderna för en månbas. Området är täckt av en finkornig pyroklastisk aska som är intressant att undersöka och som har flera användningsområden. Askan är enkel att flytta runt och går därför att använda till att isolera basen från solstrålningen och den kosmiska strålningen. Askan fångar även upp partiklar från solvinden och ur dessa kan väte utvinnas, och syre finns redan bundet i askan. Följaktligen går vatten att utvinna genom elektrolys, vilket astronauterna behöver för mat och dryck, vattnet går också att använda för att utvinna energi, samt för att skydda basen från strålning och kyla genom att isolera med det.
Aska som samlades ihop vid Apollo-missionerna har undersökts och innehåller väte, kväve, kol, helium, helium-3, samt andra ädla gaser. Det vulkaniska glas som också finns i området innehåller även det värdefulla grundämnen såsom zink, bly, koppar, kalium, natrium, klor, och gallium. Askan ligger på ytan och det behövs alltså inte byggas gruvor för att omhänderta mineralen och gaserna. Dessa enorma ansamlingar av aska är kända på sju ställen på månens yta, varav Aristarchusplatån är en. Aristarchuskratern var även en tänkt landningsplats för Apollo 18, men då Apolloprogrammet avbröts har varken människor eller robotar landat där.

## Transienta månfenomen
En mängd transienta månfenomen har rapporterats att de iakttagits på Aristarchusplatån. Exempel på sådana fenomen är tillfällig förmörkelse och färgning av ytan. Förteckningar av dessa fenomen visar att mer än en tredjedel av de mest pålitliga observationerna har skett i området runt Aristarchus. År 2007 hade totalt 122 stycken transienta månfenomen rapporterats in, vilket är det högsta registrerade antalet för alla månens formationer. År 1971, då Apollo 15 passerade 110 kilometer ovanför Aristarchusplatån, upptäcktes en signifikant ökning av alfastrålning. Dessa partiklar tros bero på sönderfallet av radon-222, en radioaktiv gas med en halveringstid på bara 3,8 dagar. Lunar Prospector-missionen bekräftade senare utsläppen av radon-222 från kratern.

## Satellitkratrar

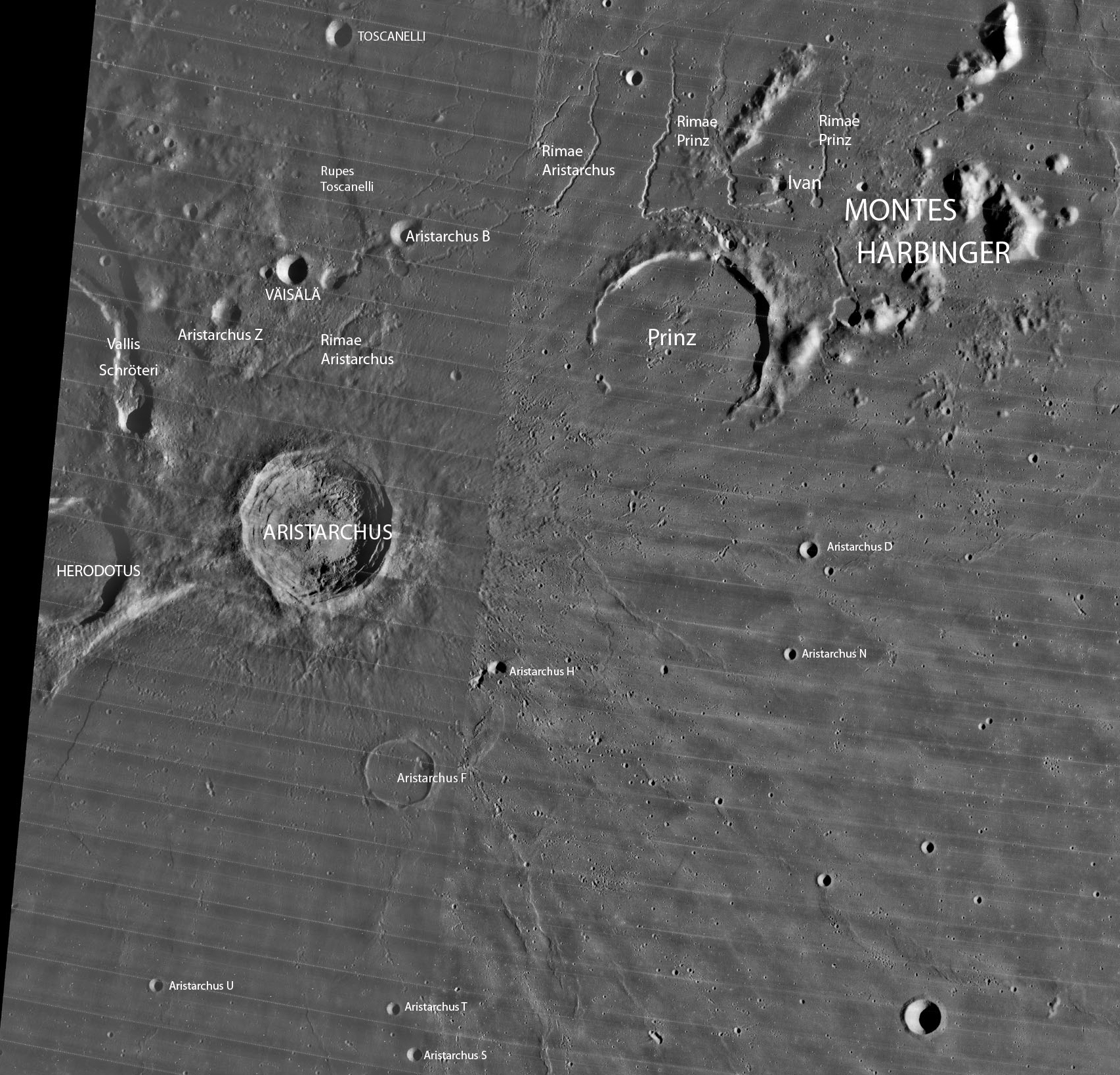
På bilden är namnen på Aristarchus satellitkratrar och större formationer i närområdet utskrivna

De kratrar som kallas satelliter är små kratrar som ligger i eller nära huvudkratern. De bildas vanligtvis oberoende av huvudkratern, men de ges samma namn som denna med tillägg av en stor bokstav. På månkartor är dessa objekt genom konvention identifierade genom att placera ut bokstaven på den sida av kraterns mittpunkt som är närmast huvudkratern.
Aristarchus har följande satellitkratrar:
| Aristarchus | Latitud | Longitud | Diameter |
| ----------- | ------- | -------- | -------- |
| B           | 26,3° N | 46,8° V  | 7 km     |
| D           | 23,7° N | 42,9° V  | 5 km     |
| F           | 21,7° N | 46,5° V  | 18 km    |
| H           | 22,6° N | 45,7° V  | 4 km     |
| N           | 22,8° N | 42,9° V  | 3 km     |
| S           | 19,3° N | 46,2° V  | 4 km     |
| T           | 19,6° N | 46,4° V  | 4 km     |
| U           | 19,7° N | 48,6° V  | 4 km     |
| Z           | 25,5° N | 48,4° V  | 8 km     |

De följande kratrarna har fått nya namn tilldelade av IAU:
- Aristarchus A – se kratern Väisäläkratern
- Aristarchus C – se kratern Toscanellikratern